# Elguen
Elguen (en russe : Эльген) est un village de Russie faisant partie du raïon de Iagodnoïe dans l'oblast de Magadan. Il a abrité un camp de travail forcé et un sovkhoze employant des femmes internées dans ce camp.

## Géographie
Le village se situe au confluent des rivières Taskan et Elguen, sur la rive droite de la Taskan. À l'est d'Elguen, sur la rive gauche de la rivière Taskan, le paysage est principalement composé de forêts, tandis qu'à l'ouest le terrain se partage entre prairies, marécages et quelques petits lacs. Le village est relié par une route partant vers le sud jusque Debine et Iagodnoïe.

## Histoire

### Le camp et le sovkhoze
Le sovkhoze à l'origine du village actuel d'Elguen est fondé en 1934 et a pour but d'alimenter la région en produits de l'agriculture et de l'élevage. Les premières habitations, pour les travailleurs libres, sont construites de plain-pied par des détenus avec du bois de mélèze. Deux serres d'une surface utile de 400 m2 ainsi que 160 m2 de serres de moindre échelle y sont mises en exploitation en avril 1935. On y cultive des concombres et des tomates. Un mois plus tard, des céréales sont semées sur 10 hectares.
Entre 1934 et 1957, ce sovkhoze est devenu l'un des plus grands du Dalstroï. Cette ferme d'état était une composante essentielle du camp de travail forcé pour femmes d'Elguen[réf. nécessaire].
Au départ, le camp d'Elguen est destiné aux détenus masculins. Il devient par la suite l'un des plus grands camps pour femmes de la Kolyma. La plupart des détenus masculins sont reclassés dans des camps de travail difficiles comme l'exploitation des mines et l'abattage des arbres.
Le camp lui-même a hébergé jusqu'à 5000 déportées. Le « cimetière des enfants » y est encore visible. Les enfants, s'il survivaient, était placés à deux ans dans les orphelinats du NKVD.

### Le combinat pour enfants
Une zone du camp d'Elguen est allouée à la prise en charge des enfants nés en détention. Le combinat pour enfants est divisé en 3 groupes:
1. Les «nourrissons» (Грудниковая группа[5])
2. Les «sevrés» (Ползунковая группа[5])
3. Les «débrouillés» (Старшая группа[5])

Les mères détenues ont le droit d'allaiter leur enfant durant trente minutes toutes les quatre heures. Lorsqu'elles ne peuvent plus allaiter, tout contact avec leur enfant devient interdit et ceux-ci sont confiés aux orphelinats du NKVD lorsqu'ils atteignent l'âge de 2 ou 3 ans.
Les enfants du combinat affichent des retards de développement, notamment au niveau du langage et des interactions sociales. L'éveil et l'éducation des enfants sont rendus impossibles par la cadence de travail des détenues qui constituent le personnel du combinat. Épuisées, celles-ci travaillent 14 heures par jour et ont tout juste le temps de nourrir les enfants, assurer leur hygiène et leur administrer des soins médicaux. Il leur est de toute façon interdit de prendre les nourrissons dans leurs bras. Ils restent donc couchés la plupart du temps et reçoivent une affection limitée.
Si les détenus d'Elguen, comme tous ceux de la Kolyma en général, souffrent souvent de malnutrition, les enfants bénéficient en revanche d'un meilleur régime et mangent à leur faim. Toutefois les mères, en tant que détenues, souffrent d'avitaminose et de dystrophie alimentaire. Leur santé ainsi que les conditions de leur détention ont un impact sur la grossesse, de même que sur l'allaitement. Le lait maternel est de mauvaise qualité et il tarit de manière prématurée. Les enfants héritent donc d'une santé fragile et sont notamment sensibles aux épidémies. Pour toutes ces raisons, le taux de mortalité de ces enfants est élevé ,.

## Personnalités liées à la commune
- Evguénia Guinzbourg (1904—1977), écrivaine et historienne soviétique, détenue dans le camp d'Elguen, auteur des ouvrages Le Vertige et Le Ciel de la Kolyma, relatant son expérience en déportation.